# 동문동 (여수시)
동문동(東門洞)은 대한민국 전라남도 여수시의 동이다.

## 개요
본래 여수군 여수면의 지역으로 동문 밖이 되므로 ‘동문밖’ 또는 ‘동문외’라 하고 또는 관아가 있으므로 아동이라 했는데, 1914년 일제의 행정개편에 의하여 수동, 정동, 재동, 죽동, 행동, 지동, 남동, 장동, 소동, 죽전, 후동, 석동, 예동, 근동, 내동, 동천, 석성, 평동, 연동, 종포를 병합하여 ‘동정’(東町)이라 하다가 1946년 일제식 동명 변경에 따라 동문밖을 ‘동문동’으로 아동을 ‘관동’으로 고쳤는데 1953년 행정 개편에 의하여 관동과 동문동을 합하여 관문동이라 하였다. 그리고 현재 동청사를 기준으로 온천장을 중심으로 한 관동(館洞)과 화성약방을 중심으로 한 동문동(東門洞)이 있었던 바 주민들의 합의에 의하여 관동(館洞)의 관(館)자와 문(門)자를 따서 관문동(館門洞)으로 행정동을 정하였는데 1949년 8월 13일에 의하여 여수읍이 여수시로 승격됨에 따라 관문동으로 지칭되었다.

## 법정동
- 관문동(館門洞)
- 종화동(鐘和洞)
- 동산동(東山洞)

### 교통
- 여수공항 (22km)
- 여수엑스포역 (2km)

## 교육
- 여수중앙초등학교 (하멜로 35, 종화동)
- 여수여자중학교 (관문1길 29, 관문동)
- 여수여자고등학교 (관문1길 41, 관문동)

## 주거
- 여수엑스포골드클래스아파트 (관문6길 10, 관문동)
- 태양맨션 (이순신광장로 220, 종화동)

## 기관
- 동문동주민센터 (관문1길 19, 관문동)
- 우리은행 여수지점 (동문로 51, 관문동)
- 여수동문동우체국 (동문로 52, 관문동)
- 여수블라썸호텔 (동문로 106, 공화동)
- 카멜리아호텔 (동문로 145, 공화동)
- 여수교육지원청 (관문동1길 39, 관문동)
- 여수시문화원 (이순신광장로 200-7, 종화동)
- 여수항해상교통관제센터 (자산공원길 88, 종화동)
- 국립여수검역소 (동산7길 7, 동산동)
- 마띠유호텔 (오동도로 20, 공화동)

## 명소
- 하멜등대
- 자산공원

## 도로명주소 목록
- 고소3길
- 관문1길
- 관문2길
- 관문3길
- 관문4길
- 관문5길
- 관문6길
- 관문동1길
- 관문동2길
- 관문서1길
- 관문서2길
- 관문서3길
- 관문서4길
- 관문서5길
- 관문서6길
- 관문서7길
- 관문서8길
- 군자길
- 당산1길
- 당산2길
- 덕충6길
- 동문로
- 동산1길
- 동산2길
- 동산3길
- 동산4길
- 동산5길
- 동산6길
- 동산7길
- 동산8길
- 동산9길
- 동헌길
- 수정5길
- 수정6길
- 여수시민로
- 이순신광장로
- 자산4길
- 자산공원길
- 종고산길
- 종화1길
- 종화2길
- 종화3길
- 종화서1길
- 종화서2길
- 중앙4길
- 진남로
- 하멜로
- 흙산로